# Torii Kiyomitsu
Torii Kiyomitsu est un nom japonais traditionnel ; le nom de famille (ou le nom d'école), Torii, précède donc le prénom (ou le nom d'artiste).
Torii Kiyomitsu (鳥居 清満) (né en 1735, mort le 11 mai 1785) est un peintre et imprimeur japonais de l'école Torii du style ukiyo-e. Fils de Torii Kiyomasu II, il est de troisième directeur de l'école et s'appelle d'abord Kamejirō avant de prendre le nom d'artiste « Kiyomitsu ». Il divise son activité entre les portraits d'acteurs et les peintures de belles femmes, il utilise principalement la technique benizuri-e très fréquente à l'époque et qui consiste à utiliser une ou deux couleurs d'encre sur les tablettes de bois plutôt que la coloration à la main. Les impressions en pleines couleurs apparaissent plus tard (1765) dans l’œuvre de Kiyomitsu.

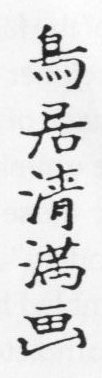
Signature de Torii Kiyomitsu se lisant « Torii Kiyomitsu ga » (鳥居　清満　画)

Bien que les spécialistes font généralement remarquer que ses impressions de kabuki manquent d'originalité, ils discernent une grâce, une beauté et une qualité onirique dans ses estampes de jeunes hommes et femmes qui, à l'occasion, font jeu égal avec celles de Suzuki Harunobu qui entre juste dans la carrière à cette époque. Kiyomitsu continue de créer des affiches et des éléments liés au kabuki qui est le domaine spécifique de l'école Torii, et dans ses productions, son style est tout à fait traditionnel et respectueux de la tradition. Il est cependant le premier parmi les artistes Torii à faire des incursions hors de ce domaine et à vraiment s'immerger au sein du courant plus vaste des styles ukiyo-e, s'adaptant aux nouvelles techniques et aux thèmes populaires. Dans l'ensemble, l'atelier prospère sous sa direction mais le noyau du « style Torii » ne change ni n'évolue vraiment.
Ses deux élèves les plus importants sont Torii Kiyotsune, qui perpétue fidèlement les traditions Torii et Torii Kiyonaga qui devient un maître et un innovateur à part entière.